# Julius Wellhausen
Julius Wellhausen (17. května 1844 Hameln – 7. ledna 1918 Göttingen) byl německý protestantský teolog, který se zásadním způsobem zasloužil o rozvoj starozákonního bádání. Byl jedním ze zakladatelů moderní biblické kritiky.

## Teorie o vzniku Tóry
Wellhausen založil školu, která používá metodu literární analýzy antických textů. Proslavil se hypotézou pramenů, kterou následně rozvedli jeho žáci, Albrecht Alt a Martin Noth. Jeho teorie je založena na tom, že Tóra vznikla na základě dlouhodobého procesu editace na počátku několika nezávislých pramenů. Tyto prameny dnes již nejsou k dispozici a mohou být rekonstruovány pouze na základě historicko-kritické metody.

### Dopad
Novější biblisté se chopili některých tezí Wellhausenovy školy a snažili se je podepřít archeologií. Wellhausenova teorie dokumentů od 70. let 20. století doznala značných změn. Z původních úvah o čtyř pramenech Petateuchu převažují teorie o existenci dvou, jahvistického a kněžského pramene s tím, že vznik Deuteronomia souvisí spíše s Předními proroky než s Pentateuchem.

## Dílo
- Seznam děl v Souborném katalogu ČR, jejichž autorem nebo tématem je Julius Wellhausen
- De gentibus et familiis Judaeis (Göttingen, 1870)
- Der Text der Bücher Samuelis untersucht (Göttingen, 1871)
- Die Phariseer und Sadducäer (Greifswald, 1874)
- Prolegomena zur Geschichte Israels (Berlin, 1882)
- Muhammed in Medina (Berlin, 1882)
- Die Komposition des Hexateuchs und der historischen Bücher des Alten Testaments (1889)Marie a Julius Wellhausenovi

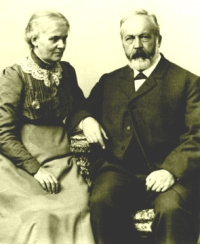
Marie a Julius Wellhausenovi

- Israelitische und jüdische Geschichte (1894)
- Reste arabischen Heidentums (1897)
- Das arabische Reich und sein Sturz (1902)
- Skizzen und Vorarbeiten (1884-1899)